# Pegomya transcaspica
Pegomya transcaspica este o specie de muște din genul Pegomya, familia Anthomyiidae, descrisă de Willi Hennig în anul 1973.
Este endemică în Turkmenistan. Conform Catalogue of Life specia Pegomya transcaspica nu are subspecii cunoscute.